# Aedes hebrideus
Aedes hebrideus är en tvåvingeart som beskrevs av Edwards 1926. Aedes hebrideus ingår i släktet Aedes och familjen stickmyggor. Inga underarter finns listade i Catalogue of Life.